# Guillaume Mauviel
Guillaume Mauviel (* 29. Oktober 1759 in Fervaches, heute Tessy-Bocage im Département Manche; † 9. März 1814 in Cézy, Yonne) war konstitutioneller Bischof von Aux Cayes auf Haiti.
Der Freund des Abbé Henri Grégoire wurde 1797 zum Bischof nominell der Hafenstadt Aux Cayes, faktisch für den damals französischen Anteil der Karibikinsel Hispaniola gewählt. Seine Amtstätigkeit vor Ort nahm er erst 1800 auf. General Toussaint Louverture empfing ihn unfreundlich und wies ihm Santiago im spanisch geprägten Ostteil der Insel (heute Dominikanische Republik) zur Residenz an. Mauviel bemühte sich um Verbesserung des kirchlichen Lebens durch Religionsunterricht (wochenweise abwechselnd in spanischer und französischer Sprache) und Zurückdrängung abergläubischer Praktiken, doch fand er keinen rechten Zugang zu den hispanophonen Gläubigen und Klerikern.
Nach dem Konkordat von 1801 leistete er den von konstitutionellen Bischöfen gewünschten Amtsverzicht, wirkte jedoch als Diözesanadministrator weiter und hoffte vergeblich auf erneute Beauftragung mit dem Bischofsamt. Mit dem von Napoléon Bonaparte in die abtrünnige Kolonie Saint-Domingue entsandten Expeditionsheer unter General Charles Victoire Emmanuel Leclerc arbeitete er zusammen, doch verschlechterten sich seine Beziehungen zu den Militärs zunehmend.
Nach der Unabhängigkeitserklärung Haitis verließ er am 9. November 1804 Hispaniola und lebte ab Frühjahr 1805 bis zu seinem Tod in Frankreich.